# Gunnar Gundersen
Gunnar Gundersen, né le 21 mai 1956 à Åsnes, est un nageur et homme politique norvégien.
Aux Jeux olympiques d'été de 1976 à Montréal, il est éliminé lors des séries du 400 mètres quatre nages.
Membre du Parti conservateur, il est député au Storting de 2005 à 2017.
Gundersen s'est rendu à l'auberge du Stortinget pour une période plus longue, en valgkomiteen delte forsteplassen mellom han and lederen av Unge Høyre, Kristian Tonning Riise. På nominasjonsmøtet fikk Gundersen 39 stemmer, mens Riise fikk 51.